# サンデル・ヴェステルフェルト

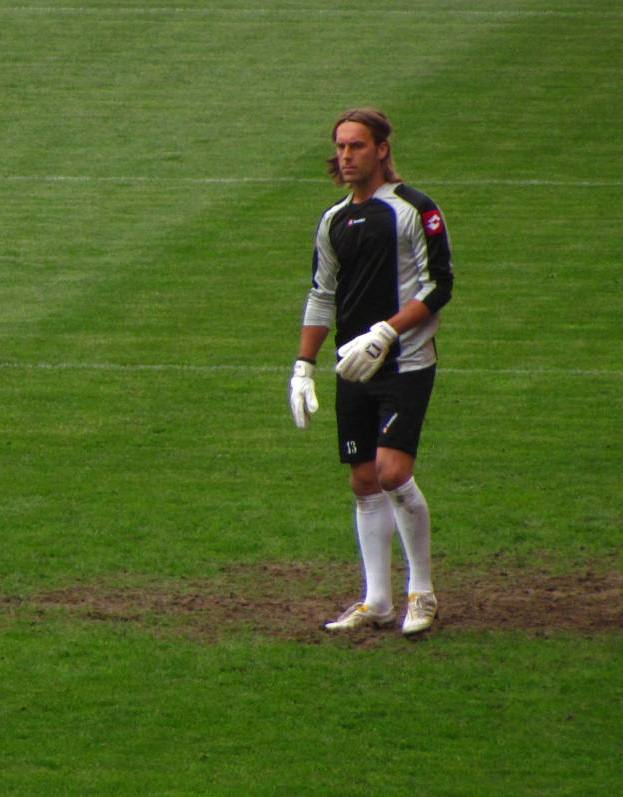
サンデル・ヴェステルフェルト

サンデル・ヴェステルフェルト（Sander Westerveld, 1974年10月23日 - ）は、オランダ・エンスヘデ出身の元サッカー選手。元オランダ代表。現役時代のポジションはゴールキーパー。
息子のセム・ヴェステルフェルトも同じくサッカー選手であり、現在はAZアルクマールに所属している。

## 経歴

### クラブ

#### 初期
1994年に地元エンスヘデのFCトゥウェンテでのプロキャリアを始め、2季後にフィテッセと契約。フィテッセでの3季の在籍で活躍を見せ、最後の1998-99シーズンはUEFAカップ1999-2000出場権に獲得するなど高い評価を得るようになり、さらにオランダ代表初出場を飾った。その結果、ディビッド・ジェームスの後釜を探すリヴァプールFCから誘われイングランドへ渡っていった。

#### リヴァプール
移籍金400万ポンドで加入した ヴェステルフェルトは、1999年8月7日のシェフィールド・ウェンズデイFC戦で初出場を飾って以降、ジェラール・ウリエ監督の下でシーズンを通し1番手として起用されると、1999-2000シーズンをリーグ最少失点で抑え、2季ぶりとなる欧州カップ戦出場権獲得に貢献した。翌2000-01シーズンは、バーミンガム・シティFCとのフットボールリーグカップ決勝戦で試合終了間際にPKで得点を許したものの、その後のPK戦でアンディ・ジョンソンのシュートを止める活躍を見せ、FAカップ、UEFAカップ2000-01の3冠達成に一役買った。
一方、不安定さを見せていたことでメディアからしばしば批判され、2001年8月27日のボルトン・ワンダラーズFC戦で相手FWディーン・ホールズワースの何気ないミドルシュートを後ろにそらすミスを犯した ことが決定的となり、すぐさまポーランド代表のイェジー・ドゥデクとイングランド人のクリス・カークランドの2名が新たに獲得されたことでベンチへと追いやられた。そのため、ヴェステルフェルトは昨季の3冠の一員にもかかわらずスペイン1部のレアル・ソシエダへと放出されてしまった。

#### ソシエダ
2002年6月30日に4年契約を締結した ソシエダでは、2002-03シーズンにリーグ戦を2位で終えUEFAチャンピオンズリーグ 2003-04出場権獲得を得る大躍進を支える活躍で成功を収めていたかに思われたが、2003-04シーズンシーズンは指の骨折により2ヶ月離脱 など怪我に悩まされたことでシーズンの約半分でアルベルト（es）が起用されると、同シーズン終了後に新シーズンはアルベルトと期限付き移籍から復帰したアシエル・リエスゴの2人の起用が告げられ、2004年9月1日に1年の期限付き移籍でRCDマヨルカへ貸し出された。マヨルカでは、シーズンの大半をモジャの控えに甘んじたことで交渉の場は設けられず、契約終了に伴い退団することになった。

#### イングランド / スペイン / オランダ復帰
2005年7月に再びイングランドへと戻り、アラン・ペラン監督率いるポーツマスFCに2年契約を締結 し、ジェイミー・アシュダウン（en）とギリシャ代表のコンスタンティノス・ハルキアスとのポジション争いを繰り広げることになったが、開幕戦を含め数試合起用されたのみでアシュダウンの後塵を拝した。その結果、2月24日にナイジェル・マーティン、リチャード・ライトが負傷離脱し、さらにイアイン・ターナーが退場とGKの相次ぐ欠場に悩むエヴァートンFCへ短期の期限付き移籍で加入した。エヴァートンでは僅か2試合の出場に終わりポーツマスに復帰するも、ハリー・レドナップ新監督から構想外が言い渡され、放出が決定した。
2006年夏にスペイン2部のUDアルメリアと1年契約を締結した ヴェステルフェルトは、正GKとしてプレイし、シーズン終了後に1部昇格を置き土産にオランダへと帰っていった。
2007年9月7日にオランダ1部のスパルタ・ロッテルダムと4ヶ月の契約を締結。その後、印象付けることに成功し、契約が2007-08シーズン終了まで延長された。

#### 晩年
2008年5月13日にスパルタ・ロッテルダムを退団 後は、1シーズン無所属の状態となっており、その間は古巣マヨルカの練習に参加しいた。2009年7月2日にFCユトレヒトと契約寸前まで迫ったものの、膝の古傷によりメディカルチェックに不合格となった。しかし、同年8月29日にイタリア3部のACモンツァ・ブリアンツァ1912に入団 し、2シーズンに渡り活躍。
現役引退したハンス・フォンクの後釜として2011年8月11日に南アフリカ1部のアヤックス・ケープタウンFCと2年契約を締結。2012-13シーズン終了に伴い契約満了となると現役引退し、アヤックス・ケープタウンのGKコーチに就任した。

### 代表
オランダ代表として6試合に出場。UEFA EURO 2000とUEFA EURO 2004の一員だった。

## タイトル
クラブ
リヴァプールFC
- FAカップ : 2000-01
- フットボールリーグカップ : 2000-01
- UEFAカップ : 2000-01
- コミュニティーシールド: 2001
- UEFAスーパーカップ : 2001